# Lim Kye-Sook
Lim Kye-Sook, född den 3 oktober 1964, är en koreansk landhockeyspelare.
Hon tog OS-silver i damernas landhockeyturnering i samband med de olympiska landhockeytävlingarna 1988 i Seoul.